# Mistrovství světa v ledním hokeji žen 2007
Mistrovství světa v ledním hokeji žen 2007 se konalo od 3. dubna do 10. dubna 2007 ve kanadských městech Winnipeg a Selkirk. Mistrem světa se stal výběr hokejistek z Kanady.

## Hrací formát turnaje
Devět účastníků turnaje bylo rozděleno na tři trojčlenné skupiny. Zde týmy sehráli v rámci své skupiny jeden zápas každý s každým. První dva týmy s nejvíce body postoupily dále do skupin D a E, kdežto zbylé týmy hrály o udržení ve skupině F.

## Skupina A

### Tabulka
| P  | Tým        | Z | V | VP | PP | P | VG | IG | B |
| -- | ---------- | - | - | -- | -- | - | -- | -- | - |
| 1. | USA        | 2 | 2 | 0  | 0  | 0 | 18 | 1  | 6 |
| 2. | Čína       | 2 | 1 | 0  | 0  | 1 | 8  | 9  | 3 |
| 3. | Kazachstán | 2 | 0 | 0  | 0  | 2 | 0  | 16 | 0 |

### Zápasy
| 3. dubna 2007 19:30 | Kazachstán | 0 – 9 (0-5, 0-2, 0-2) | USA | Selkirk Recreation Complex |  |
|                     |            |                       | 3. A. Ruggiero 4. K. Wendell 9. E. Lawler 12. C. Cahow 16. S. Parsons 28. G. Marvin 30. S. Parsons 42. J. Zaugg 55. J. Potter |                            |  |

| 4. dubna 2007 19:30                                                          | Čína | 7 – 0 (2-0, 3-0, 2-0) | Kazachstán | Selkirk Recreation Complex |  |
| 6. Ma R. 20. Sun R. 23. Tang L. 24. Zhang B. 39. Jin F. 41. Su Z. 42 Sang H. |      |                       |            |                            |  |

| 5. dubna 2007 | USA | 9 – 1 (4-1, 3-0, 2-0) | Čína       | Selkirk Recreation Complex |  |
| 1. K. King 2. K. Wendell 5. C. Cahow 17. E. Lawler 31. S. Parsons 32. M. Engstrom 37. N. Darwitz 55. N. Darwitz 57. J. Zaugg | 1. K. King 2. K. Wendell 5. C. Cahow 17. E. Lawler 31. S. Parsons 32. M. Engstrom 37. N. Darwitz 55. N. Darwitz 57. J. Zaugg |                       | 13. Sun R. |                            |  |

## Skupina B

### Tabulka
| P  | Tým       | Z | V | VP | PP | P | VG | IG | B |
| -- | --------- | - | - | -- | -- | - | -- | -- | - |
| 1. | Kanada    | 2 | 2 | 0  | 0  | 0 | 17 | 0  | 6 |
| 2. | Švýcarsko | 2 | 1 | 0  | 0  | 1 | 1  | 9  | 3 |
| 3. | Německo   | 2 | 0 | 0  | 0  | 2 | 0  | 9  | 0 |

### Zápasy
| 3. dubna 2007 19:30 | Švýcarsko | 0 – 9 (0-4, 0-2, 0-2) | Kanada | MTS Centre |  |
|                     |           |                       | 2. D. Goyette 8. D. Goyette 12. H. Wickenheiser 17. K. Weatherston 40. C. Ouellette 40. K. Bechard 51. D. Goyette 53. K. Weatherston |            |  |

| 4. dubna 2007 19:30 | Německo | 0 – 1 (0-0, 0-1, 0-0) | Švýcarsko      | MTS Centre |  |
|                     |         |                       | 36. K. Lehmann |            |  |

| 5. dubna 2007 19:30 | Kanada | 8 – 0 (2-0, 1-0, 4-0) | Německo | MTS Centre |  |
| 3. J. Botterill 4. H. Wickenheiser 23. G. Kingsbury 37. H. Wickenheiser 41. H. Wickenheiser 55. J. Botterill 55. K. Weatherston 56. D. Goyette |        |                       |         |            |  |

## Skupina C

### Tabulka
| P  | Tým     | Z | V | VP | PP | P | VG | IG | B |
| -- | ------- | - | - | -- | -- | - | -- | -- | - |
| 1. | Finsko  | 2 | 1 | 1  | 0  | 0 | 5  | 0  | 5 |
| 2. | Švédsko | 2 | 1 | 0  | 1  | 0 | 3  | 3  | 4 |
| 3. | Rusko   | 2 | 0 | 0  | 0  | 2 | 2  | 7  | 0 |

### Zápasy
| 3. dubna 2007 16:00            | Rusko                          | 2 – 3 (0-1, 0-1, 2-1) | Švédsko                                   | MTS Centre |  |
| 56. T. Burina 59. I. Gavrilova | 56. T. Burina 59. I. Gavrilova |                       | 6. N. Jansson 17. P. Winberg 43. E. Holst |            |  |

| 4. dubna 2007 16:00                                         | Finsko | 4 – 0 (1-0, 1-0, 2-0) | Rusko | MTS Centre |  |
| 7. M. Pehkonen 25. K. Kovalainen 44. K. Riipi 49. N. Tallus |        |                       |       |            |  |

| 5. dubna 2007 16:00 | Švédsko | 0 – 1 (PP) (0-0, 0-0, 0-0) | Finsko        | MTS Centre |  |
|                     |         |                            | 62. S. Sirvio |            |  |

## Playoff

### O udržení (skupina F)

#### Tabulka
| P  | Tým        | Z | V | VP | PP | P | VG | IG | B |
| -- | ---------- | - | - | -- | -- | - | -- | -- | - |
| 1. | Rusko      | 2 | 2 | 0  | 0  | 0 | 11 | 1  | 6 |
| 2. | Německo    | 2 | 1 | 0  | 0  | 1 | 4  | 4  | 3 |
| 3. | Kazachstán | 2 | 0 | 0  | 0  | 2 | 0  | 10 | 0 |

#### Zápasy
| 3. dubna 2007 12:00 | Kazachstán | 0 – 3 (0-2, 0-0, 0-1) | Německo                               | MTS Centre |  |
|                     |            |                       | 5. F. Busch 12. A. Lanzl 46. B. Evers |            |  |

| 4. dubna 2007 12:00 | Rusko | 7 – 0 (0-0, 6-0, 1-0) | Kazachstán | MTS Centre |  |
| 23. E. Smolentseva 25. E. Smolentseva 26. Svetlana Terentieva 31. I. Gavrilova 32. O. Semenets 37. I. Gavrilova 49. E. Smolentseva |       |                       |            |            |  |

| 5. dubna 2007 12:00 | Německo           | 1 – 4 (1-2, 0-0, 0-2) | Rusko                                                            | MTS Centre |  |
| 9. Carina Spuhler   | 9. Carina Spuhler |                       | 4. E. Smolentseva 8. S. Trefilova 50. T. Burina 60. I. Gavrilova |            |  |

### Skupina D

#### Tabulka
| P  | Tým    | Z | V | VP | PP | P | VG | IG | B |
| -- | ------ | - | - | -- | -- | - | -- | -- | - |
| 1. | Kanada | 2 | 1 | 1  | 0  | 0 | 10 | 4  | 5 |
| 2. | USA    | 2 | 1 | 0  | 1  | 0 | 8  | 5  | 4 |
| 3. | Finsko | 2 | 0 | 0  | 0  | 2 | 0  | 9  | 0 |

#### Zápasy
| 7. dubna 2007 15:30                                      | USA                                                      | 4 – 5 (PP) (2-1, 1-3, 0-0) | Kanada                                                                                | MTS Centre |  |
| 8. J. Potter 18. K. Wendell 27. G. Marvin 32. N. Darwitz | 8. J. Potter 18. K. Wendell 27. G. Marvin 32. N. Darwitz |                            | 2. K. Bechard 24. S. Vaillancourt 33. H. Wickenheiser 35. G. Apps 70. H. Wickenheiser |            |  |

| 8. dubna 2007 15:30 | Finsko | 0 – 4 (0-2, 0-1, 0-1) | USA                                                       | MTS Centre |  |
|                     |        |                       | 10. N. Darwitz 19. K. Wendell 31. M. Engstrom 44. K. King |            |  |

| 9. dubna 2007 19:30                                                                | Kanada | 5 – 0 (3-0, 1-0, 1-0) | Finsko | MTS Centre |  |
| 11. K. Bechard 13. T. Bonhomme 18. D. Goyette 30. H. Wickenheiser 42. G. Kingsbury |        |                       |        |            |  |

### Skupina E

#### Tabulka
| P  | Tým       | Z | V | VP | PP | P | VG | IG | B |
| -- | --------- | - | - | -- | -- | - | -- | -- | - |
| 1. | Švédsko   | 2 | 2 | 0  | 0  | 0 | 16 | 2  | 6 |
| 2. | Švýcarsko | 2 | 1 | 0  | 0  | 1 | 5  | 5  | 3 |
| 3. | Čína      | 2 | 0 | 0  | 0  | 2 | 3  | 17 | 0 |

#### Zápasy
| 7. dubna 2007 19:30 | Čína         | 1 – 5 (0-1, 1-2, 0-2) | Švýcarsko                                                         | MTS Centre |  |
| 26. Zhang B.        | 26. Zhang B. |                       | 20. L. Ruhnke 33. D. Diaz 39. C. Meier 54. S. Marty 54. L. Rhunke |            |  |

| 8. dubna 2007 15:30 | Švédsko | 12 – 2 (2-0, 5-1, 5-1) | Čína                   | MTS Centre |  |
| 3. G. Andersson 4. K. Timglas 22. N. Jansson 22. T. Enström 23. M. Rooth 25. P. Winberg 36. D. Rundqvist 41. J. Elfsberg 47. J. Elfsberg 49. G. Andersson 58. M. Rooth 58. P. Winberg | 3. G. Andersson 4. K. Timglas 22. N. Jansson 22. T. Enström 23. M. Rooth 25. P. Winberg 36. D. Rundqvist 41. J. Elfsberg 47. J. Elfsberg 49. G. Andersson 58. M. Rooth 58. P. Winberg |                        | 16. Sang H. 51. Sun R. |            |  |

| 9. dubna 2007 16:30 | Švýcarsko | 0 – 4 (0-1, 0-1, 0-2) | Švédsko                                                   | MTS Centre |  |
|                     |           |                       | 16. P. Winberg 33. M. Rooth 46. P. Winberg 55. K. Timglas |            |  |

### O 3. místo
| 10. dubna 2007 | Finsko | 0 – 1 (1-0, 1-2, 1-0) | Švédsko      | MTS Centre |  |
|                |        |                       | 43. M. Rooth |            |  |

### Finále
| 8. dubna 2001                                                                          | Kanada                                                                                 | 5 – 1 (0-0, 3-0, 2-0) | USA            | MTS Centre |  |
| 21. J. Botterill 32. J. Hefford 37. H. Wickenheiser 50. D. Goyette 58. S. Vaillancourt | 21. J. Botterill 32. J. Hefford 37. H. Wickenheiser 50. D. Goyette 58. S. Vaillancourt |                       | 51. K. Wendell |            |  |

## Konečné pořadí
| Místo            | Tým        |
| ---------------- | ---------- |
| Zlatá medaile    | Kanada     |
| Stříbrná medaile | USA        |
| Bronzová medaile | Švédsko    |
| 4.               | Finsko     |
| 5.               | Švýcarsko  |
| 6.               | Čína       |
| 7.               | Rusko      |
| 8.               | Německo    |
| 9.               | Kazachstán |

## 1. divize
První divize se konala od 2. do 8. dubna 2007 v japonském Nikkó.

### Konečné pořadí
| Místo | Tým      |
| ----- | -------- |
| 1.    | Japonsko |
| 2.    | Lotyšsko |
| 3.    | Francie  |
| 4.    | Norsko   |
| 5.    | Česko    |
| 6.    | Dánsko   |

### Zápasy
| 2. dubna 2007 | Norsko | 1 – 2 (1-1, 0-0, 0-1) | Francie |  |  |

| 2. dubna 2007 | Dánsko | 1 – 3 (1-0, 0-3, 0-0) | Česko |  |  |

| 2. dubna 2007 | Lotyšsko | 2 – 5 (0-2, 0-1, 2-2) | Japonsko |  |  |

| 3. dubna 2007 | Česko | 1 – 3 (0-2, 1-0, 0-1) | Norsko |  |  |

| 3. dubna 2007 | Francie | 3 – 2 (0-1, 2-1, 0-0, 1-0) | Lotyšsko |  |  |

| 3. dubna 2007 | Japonsko | 4 – 1 (1-1, 1-0, 2-0) | Dánsko |  |  |

| 5. dubna 2007 | Lotyšsko | 5 – 0 (2-0, 1-0, 2-0) | Dánsko |  |  |

| 5. dubna 2007 | Česko | 5 – 4 (1-0, 3-3, 0-1, 0-0, 1-0) | Francie |  |  |

| 5. dubna 2007 | Japonsko | 3 – 0 (1-0, 2-0, 0-0) | Norsko |  |  |

| 7. dubna 2007 | Česko | 1 – 2 (0-1, 0-0, 1-1) | Lotyšsko |  |  |

| 7. dubna 2007 | Dánsko | 1 – 4 (0-2, 0-2, 1-0) | Norsko |  |  |

| 7. dubna 2007 | Francie | 0 – 7 (0-0, 0-4, 0-3) | Japonsko |  |  |

| 8. dubna 2007 | Norsko | 0 – 2 (0-1, 0-0, 0-1) | Lotyšsko |  |  |

| 8. dubna 2007 | Francie | 1 – 2 (1-1, 0-0, 0-0, 0-0, 0-1) | Dánsko |  |  |

| 8. dubna 2007 | Japonsko | 6 – 2 (1-1, 4-0, 1-1) | Česko |  |  |

## 2. divize
Druhá divize se konala od 17. do 23. března 2007 v severokorejském Pchjongjangu.

### Konečné pořadí
| Místo | Tým           |
| ----- | ------------- |
| 1.    | Slovensko     |
| 2.    | Itálie        |
| 3.    | Severní Korea |
| 4.    | Rakousko      |
| 5.    | Nizozemsko    |
| 6.    | Slovinsko     |

### Zápasy
| 17. března 2007 | Severní Korea | 2 – 3 (1-0, 0-1, 1-1, 0-0, 0-1) | Itálie |  |  |

| 17. března 2007 | Nizozemsko | 0 – 6 (0-0, 0-4, 0-2) | Rakousko |  |  |

| 17. března 2007 | Slovensko | 8 – 0 (3-0, 2-0, 3-0) | Slovinsko |  |  |

| 18. března 2007 | Itálie | 2 – 1 (1-0, 1-0, 0-1) | Rakousko |  |  |

| 18. března 2007 | Slovinsko | 2 – 3 (2-1, 0-0, 0-1, 0-1) | Nizozemsko |  |  |

| 18. března 2007 | Slovensko | 4 – 1 (1-0, 0-0, 3-1) | Severní Korea |  |  |

| 20. března 2007 | Slovensko | 4 – 0 (0-0, 2-0, 2-0) | Nizozemsko |  |  |

| 20. března 2007 | Itálie | 5 – 3 (1-0, 1-2, 3-1) | Slovinsko |  |  |

| 20. března 2007 | Severní Korea | 6 – 0 (1-0, 1-0, 4-0) | Rakousko |  |  |

| 21. března 2007 | Nizozemsko | 3 – 4 (1-2, 2-0, 0-1, 0-1) | Itálie |  |  |

| 21. března 2007 | Rakousko | 2 – 3 (0-1, 2-0, 0-2) | Slovensko |  |  |

| 21. března 2007 | Slovinsko | 0 – 6 (0-4, 0-2, 0-0) | Severní Korea |  |  |

| 23. března 2007 | Rakousko | 8 – 0 (2-0, 2-0, 4-0) | Slovinsko |  |  |

| 23. března 2007 | Itálie | 0 – 6 (0-2, 0-2, 0-2) | Slovensko |  |  |

| 23. března 2007 | Severní Korea | 7 – 0 (2-0, 2-0, 3-0) | Nizozemsko |  |  |

## 3. divize
Třetí divize se konala od 3. do 10. března 2007 v anglickém Sheffieldu.

### Konečné pořadí
| Místo | Tým            |
| ----- | -------------- |
| 1.    | Austrálie      |
| 2.    | Velká Británie |
| 3.    | Belgie         |
| 4.    | Maďarsko       |
| 5.    | Jižní Korea    |
| 6.    | JAR            |

### Zápasy
| 5. března 2007 | Belgie | 4 – 2 (0-0, 2-2, 2-0) | Jižní Korea |  |  |

| 5. března 2007 | JAR | 1 – 18 (0-8, 1-6, 0-4) | Austrálie |  |  |

| 5. března 2007 | Maďarsko | 1 – 8 (1-2, 0-2, 0-4) | Velká Británie |  |  |

| 6. března 2007 | Jižní Korea | 8 – 1 (4-0, 1-1, 3-0) | JAR |  |  |

| 6. března 2007 | Belgie | 5 – 0 (2-0, 2-0, 1-0) | Maďarsko |  |  |

| 6. března 2007 | Velká Británie | 5 – 6 (3-1, 1-3, 1-1, 0-0, 0-1) | Austrálie |  |  |

| 7. března 2007 | Belgie | 10 – 1 (3-0, 4-1, 3-0) | JAR |  |  |

| 7. března 2007 | Maďarsko | 1 – 3 (0-2, 0-1, 1-0) | Austrálie |  |  |

| 7. března 2007 | Velká Británie | 10 – 0 (3-0, 3-0, 4-0) | Jižní Korea |  |  |

| 9. března 2007 | Austrálie | 8 – 2 (2-1, 3-1, 3-0) | Belgie |  |  |

| 9. března 2007 | Jižní Korea | 2 – 6 (0-0, 0-2, 2-4) | Maďarsko |  |  |

| 9. března 2007 | JAR | 0 – 26 (0-9, 0-6, 0-12) | Velká Británie |  |  |

| 10. března 2007 | Austrálie | 6 – 0 (2-0, 2-0, 2-0) | Jižní Korea |  |  |

| 10. března 2007 | Maďarsko | 14 – 1 (6-0, 3-1, 5-0) | Jižní Korea |  |  |

| 10. března 2007 | Velká Británie | 7 – 1 (1-0, 4-0, 2-1) | Belgie |  |  |

## 4. divize
Čtvrtá divize se konala od 26. března do 1. dubna 2007 v rumunském Miercurea Ciuc.

### Konečné pořadí
| Místo | Tým         |
| ----- | ----------- |
| 1.    | Chorvatsko  |
| 2.    | Estonsko    |
| 3.    | Island      |
| 4.    | Nový Zéland |
| 5.    | Rumunsko    |
| 6.    | Turecko     |

### Zápasy
| 26. března 2007 | Island | 0 – 10 (0-4, 0-2, 0-4) | Nový Zéland |  |  |

| 26. března 2007 | Estonsko | 0 – 12 (0-3, 0-6, 0-3) | Chorvatsko |  |  |

| 26. března 2007 | Rumunsko | 27 – 0 (7-0, 9-0, 11-0) | Velká Británie |  |  |

| 27. března 2007 | Nový Zéland | 3 – 4 (1-4, 1-0, 1-0) | Chorvatsko |  |  |

| 27. března 2007 | Turecko | 1 – 14 (0-6, 0-5, 1-3) | Estonsko |  |  |

| 27. března 2007 | Rumunsko | 5 – 2 (0-1, 4-0, 1-1) | Island |  |  |

| 29. března 2007 | Nový Zéland | 19 – 0 (9-0, 6-0, 4-0) | Turecko |  |  |

| 29. března 2007 | Island | 0 – 3 (0-1, 0-2, 0-0) | Chorvatsko |  |  |

| 29. března 2007 | Rumunsko | 5 – 3 (4-2, 1-0, 0-1) | Estonsko |  |  |

| 30. března 2007 | Turecko | 1 – 12 (0-3, 0-3, 1-6) | Island |  |  |

| 30. března 2007 | Chorvatsko | 3 – 2 (1-0, 1-1, 1-1) | Rumunsko |  |  |

| 30. března 2007 | Estonsko | 0 – 9 (0-4, 0-5, 0-0) | Nový Zéland |  |  |

| 1. dubna 2007 | Chorvatsko | 19 – 1 (7-0, 4-0, 8-1) | Turecko |  |  |

| 1. dubna 2007 | Island | 3 – 4 (1-2, 0-1, 2-0, 0-0, 0-1) | Estonsko |  |  |

| 1. dubna 2007 | Nový Zéland | 4 – 5 (1-2, 2-2, 1-1) | Rumunsko |  |  |